# Панчетта

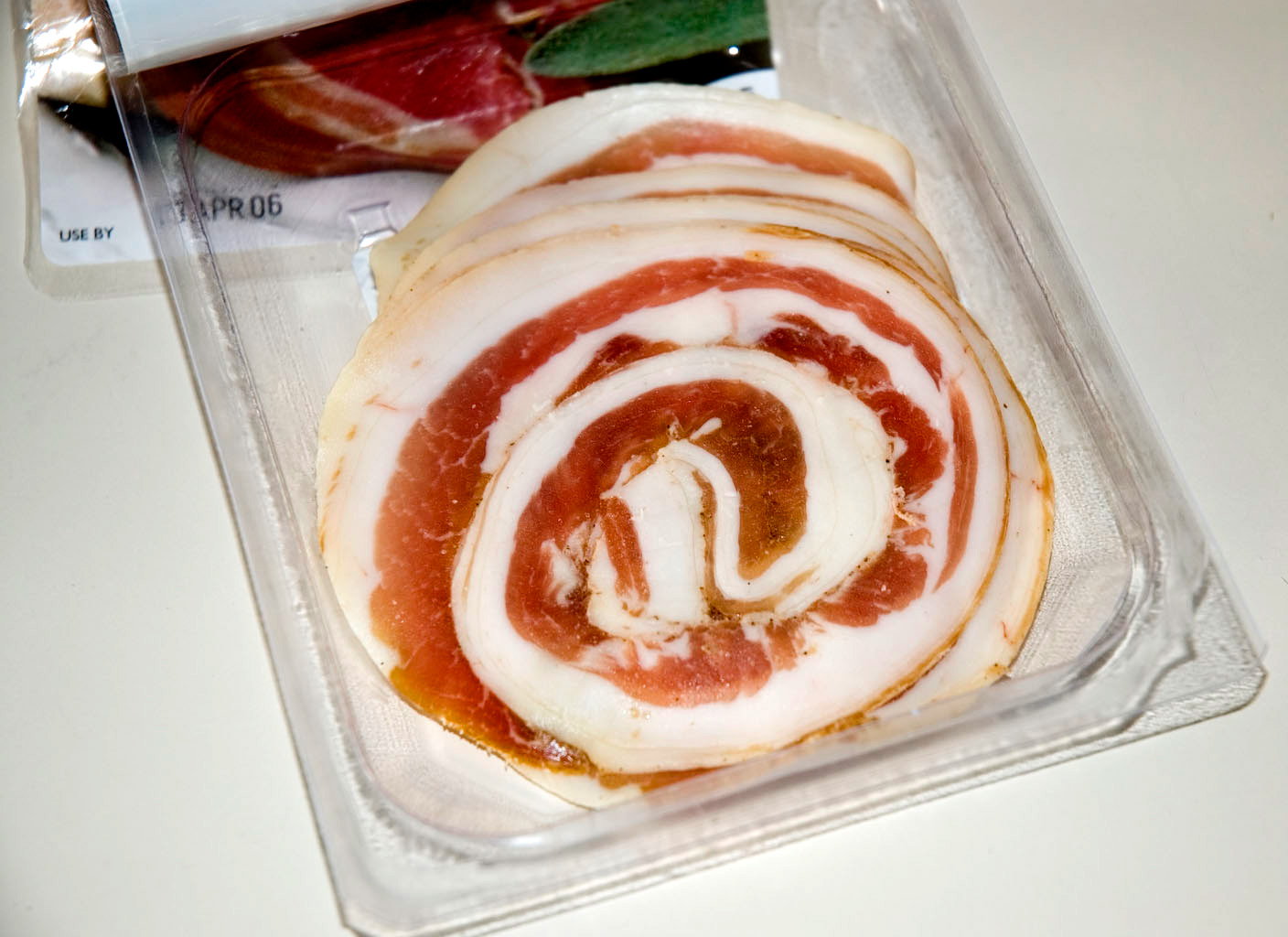
Pancetta arrotolata

Панче́тта (итал. pancetta) — разновидность бекона, грудинки, типичный мясной продукт итальянской кухни. Панчетта представляет собой кусок бекона с прослойками сала и мяса из брюшной части свиньи беконной породы, вяленый в соли, специях и травах. В зависимости от региона, в качестве приправ используется розмарин и шалфей.
Наиболее жирные куски используются в различных блюдах, например, для приготовления ragù alla bolognese. Куски с меньшим содержанием жира скатывают в рулет, перевязав шпагатом или упаковав в кишки. Затем рулет режется тонкими ломтиками. Такой способ приготовления называется Pancetta arrotolata.

## История
Предположительно, первые варианты панчетты появились к 900 г. до н. э.